# Parafia Świętych Stanisława i Bonifacego Biskupów Męczenników w Świnoujściu
Parafia pw. Świętych Stanisława i Bonifacego Biskupów Męczenników w Świnoujściu – parafia rzymskokatolicka z siedzibą w Świnoujściu, należąca do dekanatu Świnoujście, archidiecezji szczecińsko-kamieńskiej, metropolii szczecińsko-kamieńskiej.
Została erygowana w roku 1993. Funkcję kościoła parafialnego pełni kościół pw. Świętych Stanisława i Bonifacego Biskupów Męczenników w Świnoujściu.

## Kalendarium

### 1993
- 14 kwietnia – biskup diecezji szczecińsko-kamieńskiej Marian Przykucki erygował parafię św. Stanisława[3].
- 15 kwietnia – proboszczem nowej parafii został mianowany ksiądz Dariusz Kiljan[3]

25 kwietnia – odprawiono pierwszą mszę. Odbyło się to na placu, w którym miał być budowany kościół. Tymczasowa zakrystia mieściła się w jednym z prywatnych domów, zaś ksiądz mieszkał na plebanii przy kościele NMP Gwiazdy Morza. Jednocześnie rozpoczął się remont jednego z domów porzuconego przez rodziny radzieckie z przeznaczeniem na dom parafialny
- 1 maja – rozpoczęły się nabożeństwa majowe[4]
- proboszcz uruchomił kancelarie parafialną, a w każdy pierwszy piątek miesiąca odwiedzał chorych w swoich domach[4]
- 8 maja:

- pierwszy odpust w parafii. Mszę prowadził ks. proboszcz Zbigniew Wyka z parafii w Międzywodziu
- odbyła się pierwsza zbiórka dzieci, które chciały uczestniczyć w scholi
- Robert Rachuta rozpoczął prace projektowe kościoła. Rozebrano też barak, w miejscu którego miała powstać tymczasowa kaplica

- 5 czerwca – drugi odpust w parafii
- pierwsze święto Bożego Ciała; procesja ruszyła spod kościoła NMP Gwiazdy Morza, a zakończyła się przy placu kościelnym przy nowej kaplicy[5]
- 3 lipca – odbyła się pierwsza masz w nowej tymczasowej kaplicy. Nie miała ona jeszcze ścian, ale była już podłoga i dach; 18 lipca kaplica ta była w pełni zbudowana i pomalowana[5]
- 8 sierpnia – kaplica została poświęcona przez arcybiskupa Mariana Przykuckiego. Wraz z nią poświęcono plac pod budowę oraz dom parafialny[5]
- 15 sierpnia – pierwsze święto Wniebowzięcia Najświętszej Maryi Panny[6]
- 3 października – odbyło się pierwsze spotkanie wiernych chcących utworzyć wspólnotę żywego różańca, a pierwszą zelatorką została Marianna Trusewicz[6]
- 12-14 grudnia – pierwsze rekolekcje w parafii. Poprowadził je ksiądz Zbigniew Wyka z Międzywodzia[6]
- 25 grudnia – pierwsze święta Bożego Narodzenia; pierwsze małżeństwa: ślub wzięli Helena i Henryk Kubowscy oraz Małgorzata i Artur Sarlejowie[6]

### 1994
- 2 stycznia – pierwsza kolęda po domostwach parafian. Wszystkie ofiary przeznaczone zostały na budowę kościoła[7].
- 16 lutego – zaczął się wielki post, a w kaplicy zawisły obrazy drogi krzyżowej. Zostały one podarowane przez księdza dziekana Kazimierza Sasadusza[7]
- 12-15 marca – rekolekcje wielkopostne[7]
- 27 marca – Niedziela Palmowa, później Wielki Tydzień, w sobotę święcenie pokarmów, w niedzielę rezurekcja, a po niej msza święta[7]
- 10 kwietnia – w czasie Niedzieli Miłosierdzia Bożego parafia otrzymała obraz Jezusa Miłosiernego
- 14 kwietnia – pierwsza rocznica powstania parafii
- 17 kwietnia – zakończył się okres przygotowawczy do budowy kościoła oraz powstał projekt kościoła sporządzony przez inżyniera Roberta Rachuta[8].
- 22 maja – Zielone Świątki, pierwsze dzieci przystąpiły do I Komunii Świętej[8]
- 2 czerwca – Boże Ciało, procesja rozpoczęła się przy kościele Chrystusa Króla i przewędrowała ulicami na plac budowy nowego kościoła[8]
- 6 czerwca – odbyło się pierwsze bierzmowanie w parafii. Udzielił go arcybiskup Marian Przykucki[8]
- 27 czerwca – miasto oficjalnie przekazało działkę parafii. Został wystawiony akt notarialny[9]
- 18 lipca – rozpoczęto wykopy pod fundamenty kościoła, wykonano prace zbrojeniowe oraz wylano fundamenty. Jeszcze jesienią zaczęto stawiać ściany[9].

### 1995
- 3 stycznia – tak jak w latach poprzednich rozpoczęto wizyty duszpasterskie. Po raz kolejny zebrane środki zostały przekazane na budowę kościoła[10],
- 26-29 marca – rekolekcje wielkopostne. W tym roku prowadził je Henryk Krzyżewski z Wapnicy w parafii w Lubinie[10],
- marzec: rozpoczęto stawianie murów kościoła[10],
- 8 maja – wmurowanie kamienia węgielnego pod budowaną świątynie; tego samego dni dokonano sakramenty bierzmowania[11],
- 28 maja – Pierwsza komunia święta: przystapiło do niej 21 dzieci[12],
- 20 sierpnia – do parafii przyjechał ks. Marek Cześnin, który pomagał parafii w czasie wakacji i ferii świątecznych[12].

### 1996
- 8 maja – sakramentu bierzmowania udzielił biskup pomocniczy Jan Gałecki[13],
- 26 maja – pierwsza komunia święta[13],
- sierpień-październik – zakończono prace murarskie oraz rozpoczęto kładzenie dachu[13],
- 5 listopada – rozpoczęły się Rekolekcje Oazy Rodzin. Prowadzili je Ewa Jarczak i ks. Krzysztof Wojtkiewicz[14],
- listopad – zakończono kładzenie dachu[14],
- 1 grudnia – pracę w parafii rozpoczął organista Wojciech Kaszlikowski[14],
- 8-11 grudnia – rekolekcje adwentowe prowadził ks. Czesław Baraniewicz[14].

### 1997
- 2 stycznia – odbyło się spotkanie opłatkowe, tego też dnia rozpoczęła się coroczna kolęda[15],
- 2-5 marca – rekolekcje wielkopostne prowadzone przez ks. Mariana Kaptura[15],
- 25 marca  – parafię odwiedziła delegacja. Budowaną świątynię odwiedzili arcybiskup metropolita Bambergu Karl Braun oraz arcybiskup metropolita szczecińsko-kamieński Marian Przykucki[15],
- 8 maja – odprawiona została suma poprowadzona przez ks. proboszcza z parafii Objawienia Pańskiego w Poznaniu Tomasza Maćkowiaka[15],
- 25 maja – kolejna pierwsza komunia święta. Do sakramentu przystąpiło 27 dzieci[16],
- 29 maja – Boże Ciało; tym razem w parafii przygotowano dwa ołtarze: na schodach domu kultury oraz przed wejściem do powstającego kościoła[16],
- 2 czerwca – grupa parafian wyjechała na spotkanie do Gorzowa Wielkopolskiego z Ojcem Świętym, który odbywał wówczas pielgrzymkę[16],
- czerwiec – rozpoczęły się prace przy budowie wieży[16],
- sierpień – rozpoczęło się ocieplanie murów[16],
- 25 października – msza święta poświęcona świętemu Wojciechowi, następnie relikwie św. Wojciecha zostały peregrynowane po wszystkich parafiach archidiecezji szczecińsko-kamieńskiej[17],
- 26 października – bierzmowanie kolejnej grupy młodzieży. Sakramentu udzielił abp Marian Przykucki[17],
- październik – zakończono ocieplanie poddasza[17].

### 1998
- 4 stycznia – jasełka w parafii; dzieci do występów przygotowała Helena Chodzicka[18],
- 28 stycznia – spotkanie kolędowe duchownych dekanatu z arcybiskupem[18],
- 29 marca-1 kwietnia – rekolekcje wielkopolskie; tym razem prowadził je proboszcz z Radziszewa, ks. Jacek Fabiszak[18],
- 13 kwietnia – podczas piątej rocznicy powstania parafii uroczystą mszę poprowadził abp Marian Przykucki[18],
- kwiecień – rozpoczęto prace tynkarskie wewnątrz świątyni[19],
- 31 maja – pierwsza komunia święta, do uroczystości przystąpiły 34 dzieci[19],
- 5 czerwca – msza odpustowa ku czci św. Bonifacego. Mszy przewodniczył proboszcz ze świnoujskiej parafii NMP Gwiazdy Morza ks. Tadeusz Albański, z kolei kazanie wygłosił wikariusz z parafii św. Wojciecha ks. Jarosław Cieplichiewicz[19],
- 11 czerwca – Boże Ciało; po raz pierwszy pielgrzymka przeszła wyłącznie ulicami tutejszej parafii[20],
- 23-24 czerwca – do sanktuarium w Licheniu wyruszyła pielgrzymka parafialna[20],
- 12 lipca – gościem w parafii był ojciec Marian Daraż, polski misjonarz w Afryce[20],
- wrzesień – zakończono prace przy elewacji zewnętrznej oraz zakończono krycie dachu kościoła blachą; rozpoczęto układanie posadzki[20],
- 13 października – z okazji 20-lecia wybrania Karola Wojtyły na papieża z parafii wyruszyła pielgrzymka do Włoch[20]. 16 października wierni wzięli udział we mszy prowadzonej przez Ojca Świętego[21],
- grudzień – w kościele zamontowany został ołtarz, ambona, oraz część witraży[21],
- 13-20 grudnia – w parafii przez ojców redemptorystów prowadzona była misja święta; w czasie jej trwania w parafię nawiedził obraz Miłosierdzia Bożego[22],
- 20 grudnia – konsekracja kościoła. Na uroczystość przybyli m.in. arcybiskup metropolita szczecińsko-kamieński Marian Przykucki, arcybiskup Fuldy Johannes Dyba, ks. kard. Franciszek Macharski z katedry Wawelskiej, biskupi pomocniczy archidiecezji szczecińsko-kamieńskiej oraz księża z dekanatu[22].

### 1999
- 2 stycznia – pierwszy ślub w kościele. Nowożeńcami zostali Anita i Adrian Łukawscy[23],
- 22 stycznia – koncert w kościele dała Eleni, przyjechała wraz z księdzem Arkadiuszem Nowakiem, który zbierał środki na hospicjum[23],
- 21-24 marca – rekolekcje wielkopostne prowadził ks. Krzysztof Rytwiński SChr[24],
- 8 maja – odpust ku czi św. Stanisława[24],
- 30 maja – do pierwszej komunii świętej przystąpiło 24 dzieci[24],
- 5 czerwca – do Gdańska udali się wierni na spotkanie z Ojcem Świętym w czasie jego VII pielgrzymki do Polski[24],
- 6 czerwca – msza odpustowa podczas której mianowano nowych ministrantów[24],
- 26 czerwca – powołana została rada parafialna[25],
- 10 lipca – biesiada parafialna[25],
- 1 sierpnia – w kościele odbył się koncert zespołu the Youngh Continental(inne języki), muzycy mieszkali w domach parafian[26],
- 18 września – wystąpił gdyński zespół The Globetrotters[26],
- 3 października – festyn parafialny z biegiem przełajowym o puchar proboszcza[26],
- 12-15 grudnia – rekolekcje adwentowe prowadził ks. Mirosław Mazguła[26],
- 15 grudnia – zawiązało się Koło Przyjaciół Radia Maryja[26],
- 19 grudnia – rocznica konsekracji kościoła. Mszy przewodniczył Marian Przykucki[26].

### 2000
- zakończono prace przy wieży kościoła oraz oddano do użytku kawiarnię. Rozpoczęto prace przy ogrodzeniu[27],
- 16 marca – powstał krąg biblijny[27],
- 2-5 kwietnia – rekolekcje wielkopostne prowadził ks. Wilhelm Hajduk[27],
- 14-18 maja – ojcowie redemptoryści ponownie prowadzili misje święte[28],
- 4 czerwca – ukazał się pierwszy numer Wiadomości Parafialnych[28],
- 5 czerwca – kolejne bierzmowanie w parafii. Sakramentu udzielał abp Zygmunt Kamiński[28],
- czerwiec – dalsze pace przy ogrodzeniu[28],
- 16 listopada – pierwsze spotkanie grupy "Młodzież z Jezusem"[26],
- 10-13 grudnia – rekolekcje adwentowe prowadzone były przez ojca Jana Kazimierza Głaza[29],
- 20 grudnia – druga rocznica konsekracji kościoła. W czasie mszy,  w której został poświęcony stalowy krzyż celebrował abp Marian Przykucki[30].

### 2001
- 2 stycznia – rozpoczęła się kolęda. W tym roku ofiary przeznaczone były na wykończenie ołtarza[31],
- 6 stycznia – dzieci z parafii przedstawiły Jasełka[31],
- 1-4 kwietnia – rekolekcje wielkopostne prowadził ks. Zbigniew Wyka z parafii w Żarnowie[32]; w prezbiterium zawisły obrazy świętych Stanisława i Bonifacego[32],
- 8 maja – do grona ministrantów przyjęto czterech chłopców[33],
- 20 maja – parafia gościła alumnów z Seminarium w Szczecinie[33],
- 27 maja – uroczystość pierwszej komunii świętej; tego samego dnia poświęcono ufundowany przez rodziców krzyż misyjny[33],
- 5 czerwca – odpust św. Bonifacego; w uroczystości wzięli udział duchowni z całego dekanatu Świnoujście. Mszę celebrował ks. Tadeusz Albański, a kazanie wygłosił Marian Wittlieb[34],
- 7 lipca – druga biesiada parafialna[34],
- 15 lipca – w parafii po raz kolejny gościł misjonarz z Kamerunu, ks. Marian Daraż[35],
- 6 listopada – w kawiarence otwarta została świetlica dla dzieci[36],
- 16-19 grudnia – rekolekcje adwentowe prowadził redemptorysta z Łomnicy – ojciec Władysław[36].

### 2002
- 6 stycznia – jasełka w wykonaniu dzieci z parafii[37]
- 14 marca – w kościele wystąpił łódzki Teatr Lalki i Maski Wertep[37],
- rekolekcje wielkopostne prowadził ojciec Marek Skowroński OFMCap z klasztoru w Zakroczymiu[37],
- 8 maja – biskup Marian Krusztyłowicz udzielił sakramentu bierzmowania[38]
- 30 maja – po raz pierwszy procesja przesła w całości dzielnicą Nadmorską; jeden z ołtarzy ustawiony został na plaży[38],
- 26 maja – do I komunii świętej przystąpiło 28 dzieci[38],
- 5 czerwca – mszę z okazji odpustu św. Bonifacego celebrował ks. Krzysztof Pawlik, mieszkaniec Świnoujścia, który w tym roku otrzymał święcenia kapłańskie[39],
- 24 czerwca – nowym wikariuszem parafii został Ryszard Raczkiewicz[39],
- 6 lipca – trzecia biesiada parafialna[40],
- 11 lipca – w kościele przez krakowski teatr wystawiony został spektakl "Pan Twardowski[40],
- 15-18 grudnia – rekolekcje adwentowe prowadził ks. Ryszard Gołąbka SChr[40].

### 2003
- 6 stycznia – kolejne jasełka w parafii[41],
- 6-9 kwietnia – rekolekcje wielkopostne prow,adził ks. Jan Jermak z parafii św. Wojciecha w Barlinku[41],
- 25 maja – pierwsza komunia święta[41],
- 7-10 grudnia – rekolekcje adwentowe prowadził ks. Paweł Bednarek FDP[42]
- 21 grudnia – piąta rocznica konsekracji świątyni[42].

### 2004
- 6 stycznia – zostały wystawione jasełka. Dzieci przygotowały Halina Leszczak i Beata Robak[43]
- 10 stycznia – odbyło się spotkanie opłatkowe księży z dekanatu Świnoujście z biskupem Zygmuntem Kamińskim[43],
- 14-17 marca – rekolekcje wielkopostne prowadził ks. Jerzy Swędrowski[44],
- 25 kwietnia – w parafii gościli klerycy z Wyższego Seminarium Duchownego w Szczecinie[44],
- 30 maja – do pierwszej komunii świętej przystąpiło 24 dzieci[45],
- 5 czerwca – do sakramentu bierzmowania przystąpiła kolejna grupa młodzieży. Msze celebrował abp Zygmunt Kamiński[46],
- 19 czerwca – czwarta parafiada[46],
- 12-15 grudnia – rekolekcje adwentowe prowadził ks. Mirosław Mazguła[47]
- 14 grudnia – zmarła siostra Helena Kruszona, która sprawowała funkcję gospodyni parafialnej od początku parafii[47].

### 2005
- 13-16 marca – rekolekcje wielkopostne prowadził ojciec Stanisław Górski OP[48]
- na nowego wikariusza parafii został mianowany ksiądz Zbigniew Tyszkiewicz[49],
- 11-14 grudnia – rekolekcje adwentowe prowadził ojciec Norbert Kuczko OP[50],
- grudzień – spotkanie opłatkowe proboszcza z grupami duszpasterskimi[50].

### 2006
- 6 stycznia – kolejne jasełka zostały wystawione w kościele[51],
- 19-22 marca – rekolekcje wielkopostne prowadzone były przez ks Jan Noszczak[51],
- 8 maja – w czasie odpustu parafialnego wystąpił chór "Con Anima" z Ostrowca Świętokrzyskiego, a partie wokalne wykonywał niewidomy solista[52],
- 28 maja – do pierwszej komunii świętej przystąpiło 22 dzieci[52],
- 22 czerwca – odbyło się ognisko z pieczeniem kiełbasek z okazji zakończenia roku szkolnego[52],
- 23 czerwca – odbyła się msza prymicyjna księdza Marina Szczodrego, a oprawę muzyczną zapewnił chór Logos[53],
- 21 lipca – w kościele dał występ chór Hendriksholm Kirkes Kor z Kopenhagi[53],
- 3 grudnia – rekolekcje adwentowe prowadził ojciec Bogdan Kuta z Koszyc.

### 2007
- 11-14 marca – rekolekcje wielkopostne prowadził ojciec Jacek Aniszewski z Gdyni[54],
- 23 czerwca – odbyła się biesiada parafialna[54],
- 4 listopada – parafię wizytował bp Jan Gałecki[55],
- 2 grudnia – rekolekcje adwentowe prowadził ojciec Kazimierz SCI[56].

### 2008
- 16 stycznia – spotkanie opłatkowe Kręgu Biblijnego i Koła Żywego Różańca[57],
- 9-12 marca – rekolekcje wielkopostne prowadził ksiądz Marian Kaptur[57],
- 8 maja – podczas mszy świętej w wieku 41 lat zmarł ojciec Hubert Niciejewski[57][58],
- 5 czerwca – mszę odpustową celebrował Marek Cześnin[59],
- 15 listopada – parafię odwiedził wykładowca z Politechniki Poznańskiej Jacek Pulikowski, promował Duszpasterstwo Rodzin[60],
- 30 listopada-3 grudnia – rekolekcje adwentowe prowadził ks. Zbigniew Szymański z Międzywodzia[60].

### 2009
- 6 stycznia – tegoroczne jasełka przygotowane zostały przez Wspólnotę Neokatechumenalną, a w żłóbku pojawiło się żywe niemowlę[61],
- 29 marca-2 kwietnia – rekolekcje wielkopostne głosił wikariusz Maciej Pliszka z parafii św. Jakuba w Szczecinie[61],
- 11 kwietnia – Liturgia Wielkiej Nocy rozpoczęła się o godzinie 22. W jej trakcie kapłani udzielali sakramentu chrztu, zgodnie ze starochrześcijańskim zwyczajem, zanurzając niemowlęta w wodzie[61],
- 11 czerwca – tegoroczna procesja Bożego Ciała przeszła ulicami Grottgera oraz Moniuszki, a zakończyła się na plaży[62],
- 28 lipca — w kościele swój koncert dał zespół Testimonium z diecezji katowickiej[63],
- od 19 lipca – tymczasowo w parafii posługę pełnił ksiądz Leonard Pawlak z parafii św. Alojzego Orione w Warszawie[63],
- 24 września – na kolejnego wikariusza w parafii został mianowany ksiądz Krzysztof Pustelnik z diecezji częstochowskiej[63].

### 2010
- 21-24 marca – rekolekcje wielkopostne prowadził ksiądz Janusz Skoczeń z parafii Matki Bożej Fatimskiej w Dębnie[64]. Na ich zakończenie mszę odprawił abp Andrzej Dzięga[64]
- 5 czerwca – odprawiono uroczystą mszę odpustową. Celebrowali ją ksiądz Bernard z parafii św. Wojciecha, ks. Bruno ze Szwajcarii oraz Indonezyjczyk ks. Vincent z parafii św. Józefa w Greifswaldzie[65],
- 27 lipca – po raz kolejny wystąpił zespół Testimonium[66],
- 19 grudnia – ksiądz Dariusz obchodził 25-lecie święceń kapłańskich. Z tej okazji odbyła się uroczysta msza święta, a po niej spotkanie z parafianami przy stole[66].

### 2011
- 5 lutego – po ogłoszeniu beatyfikacji Jana Pawła II odprawiono uroczystą mszę celebrowaną przez ks. Dariusza. Ponadto podczas mszy wystąpił zespół Jestem[67],
- 10-13 kwietnia – rekolekcje wielkopostne prowadził ksiądz Mirosław Mazguła[67],
- 10 kwietnia – wystawiony został monogram Wyznania świętego Augustyna w wykonaniu szczecińskiego aktora Henryka Gęsikowskiego[68],
- 23 czerwca – w amfiteatrze wystawiono oratorium rockowe i mszę "za tych co nie powrócili z morza"[68],
- 24 lipca – gośćmi w parafii byli rektor i klerycy seminarium Redemptoris Mater w Winnicy[69],
- 31 sierpnia – w ramach oratorium muzyki chrześcijańskiej odbyła się msza świętego uwielbienia oraz dała koncert Kinga Kielich[69],
- 16-24 października – w kościele wystawiono prywatną kolekcję Antoniego Lipińskiego "Papież Polak na znaczkach i pocztówkach Polski i świata"[69],
- 27-30 listopada – rekolekcje adwentowe prowadził ojciec Zbigniew Pietkiewicz[69].

### 2012
- 1 marca – w kościele odbyła się po raz pierwszy msza za żołnierzy wyklętych[70],
- 25-28 marca – rekolekcje wielkopolskie  prowadził ksiądz Maciej goździk, pełniący posługę w Czechach[70],
- 19 kwietnia – w parafii wizytację przeprowadził ksiądz Piotr Skiba[70],
- kolejne bierzmowanie w kościele. W tym roku udzielił go bp Marian Błażej Kruszyłowicz[70],
- 27 maja – pierwsza komunia święta[71],
- 5 czerwca – mszę odpustową prowadził ks. Jan Jermak z parafii w Rurzycy[71],
- 24 czerwca – w dniu wspomnienia św. Jana w kościele występ dała grupa ewangelizacyjna z Wybrzeża Kości Słoniowej[71],
- 8 lipca – w kościele zrobiono wystawę prac sióstr Orionistek z Kenii[72],
- 2-5 grudnia – rekolekcje adwentowe prowadził ojciec Antoni Hebda CSsR ze Szczecina[72].

### 2013
- 5 stycznia – spotkanie opłatkowe grup duszpasterskich[73]
- 2 lutego – Ofiarowanie Pańskie, prelekcję na temat spuścizny katolickiej na Pomorzu Zaodrzańskim  wygłosił dziennikarz Piotr Semka[73],
- 1 marca – odbyła się uroczysta msza z okazji Dnia Pamięci „Żołnierzy Wyklętych”. Po mszy wyświetlono film Inka 1946[74]
- 17-20 marca – rekolekcje wielkopostne prowadził ks. Bartosz Rajewski z Londynu[74]
- 5 czerwca – odpust św. Bonifacego został połączony z 20-leciem parafii. Mszę koncelebrował ksiądz infułat Stanisław Szwajkosz[75]
- 21 lipca – parafię odwiedziła siostra Albertyna, która pełniła misję w Kenii[75]
- 18 sierpnia – ksiądz proboszcz Dariusz Kiljan ogłosił, że decyzją biskupa obejmie on probostwo w parafii Przemienienia Pańskiego w Załomiu[76]. Msza pożegnalna odbyła się 25 sierpnia, a nowy proboszcz - ksiądz Ignacy Stawarz zaczął posługę dwa dni później[76]. Oficjalne wprowadzenie do parafii nastąpiło 1 września poprzez przekazanie kluczy do parafii z rąk dziekana Zbigniewa Rzeszótko[77].
- 1-4 grudnia – rekolekcje adwentowe głosił ojciec Stanisła Patalita CSsr[78]
- 27-28 grudnia – spotkanie opłatkowe z grupami duszpasterskimi[78]

### 2014
- 2 lutego – w święto Ofiarowania Pańskiego do parafii przybył do parafii wikariusz Janusz Ardowski[79]
- 5-9 marca – rekolekcje wielkopostne prowadził ks. Romuald Baingo SDS z Międzyzdrojów[80]
- 23 marca – arcybiskup Andrzej Dzięga pobłogosławił w Szczecinie nadzwyczajnych szafarzy Komunii Świętej, wśród których znaleźli się Sylwester Sowała i Adam Szczodry[80],
- 30 kwietnia – sakramentu bierzmowania udzielił arcybiskup metropolita mińsko-mohylewski Tadeusz Kondrusiewicz[80],
- 8 maja – mszę odpustową poprowadził ks. Dariusz Kiljan, a kazanie wygłosił dziekan Grzegorz Wejman wykładowca Uniwersytetu Szczecińskiego[81],
- 5 czerwca – kolejną mszy odpustowej przewodniczył golczewski proboszcz ks. Jacek Fabiszak, a kazanie wygłosił ks. dziekan Zbigniew Rzeszótko[81]
- 20 czerwca – mszę prymicyjną poprowadził ks. Janusz Koziołka, siostrzeniec ks. Kiljana[82],
- 12 października – w kinie wyświetlono film Mary’s Land. Ziemia Maryi[83]
- 30 listopada-3 grudnia – rekolekcje adwentowe prowadził ks. Piort Stawarz SDS[84]

### 2015
- 2 stycznia – spotkanie opłatkowe Koła Różańcowego i kręgu biblijnego[85],
- 6 stycznia – jasełka[85],
- 18-22 lutego – rekolekcje wielkopostne prowadził ks Janusz Kasper z parafii w Runowie[85],
- 2 kwietnia – rozpoczęła się Triduum Paschalne[86],
- 3 kwietnia – ulicami parafii przeszła droga krzyżowa[87],
- 8 maja – mszy odpustowej przewodniczył były wikariusz parafii, a następnie proboszcz w parafii w Wyszoborze. Kazanie wygłosił ksiądz MArek Rokos, proboszcz z parafii w Wicimicach[87],
- 5 czerwca – kolejną mszę odpustową prowadził dawny proboszcz parafii ks. Dariusz Kiljan[88]
- 6 września – parafie odwiedziła misjonarka z Kenii - siostra Daria[89],
- 29 listopada-2 grudnia – rekolekcje adwentowe prowadziły siostry Teresa i Kornelia ze Zgromadzenia Sióstr Jezusa Miłosiernego[89]. W czsie rekolekcji doszło do poświęcenia nowego obrazu Jezusa Miłosiernego, autorstwa Fabiana Jałochy z Radzymina[90]

### 2016
- 9 lutego – parafię nawiedziły kopia obrazu Matki Boskiej Śnieżnej z Bazyliki Matki Bożej Większej, która była symbolem Światowych Dni Młodzieży[91],
- 10-13 lutego – rekolekcje wielkopostne prowadził ksiądz egzorcysta Wiesław Jankowski z Instytuty Świętej Rodziny w Wisełce[91],
- 9 maja – uroczystości odpustowe św. Stanisława połączone zostały z 1050 rocznicą chrztu Polski. Mszę odpustową sprawował bp Henryk Wejman a parafianie odnowili przymierze z Bogiem[92]
- 5 czerwca – uroczystość odpustowa św. Bonifacego[92]
- 27 listopada – rekolekcje adwentowe prowadził ks. Adam Krzykała z parafii Bożego Ciała w Szczecinie[93]

### 2017
- 5 stycznia – odbyło się spotkanie opłatkowe grup duszpasterskich[94],
- 1 marca – rekolekcje wielkopostne rozpoczął ks. Ignacy mszą o godzinie 6.30. Później rekolekcje prowadził ks. Grzegorz Wejman[95],
- 15 kwietnia – wigilia paschalna[96],
- 8 maja – mszę odpustową prowadził ks. Piotr Superlak z parafii NMP Gwiazdy Morza. Kazanie głosił ks. proboszcz Bogusław Gurgul z parafii Chrystusa Króla[97],
- 5 czerwca – msza odpustowa św. Bonifacego. Mszy przewodniczył ks. wikariusz Paweł Olewiński z parafii Chrystusa Króla. Kazanie wygłosił ks. wikariusz Daniel Majchrzak z parafii bł. Michała Kozala[98],
- 5 października – misje u stóp krzyża[99]
- 4 listopada – w parafii odbyła się wizytacja kanoniczna złożona przez abp. Andrzeja Dzięgę[100],
- 3 grudnia – rozpoczęły się rekolekcje adwentowe, które prowadził ks. proboszcz Andrzej Moskwa z parafii św. Wojciecha na Warszowie[101],

### 2018
- 14-18 lutego – rekolekcje wielkopostne prowadził ks. Grzegorz Adamski ze Szczecina[102],
- 29 marca – proboszcz obmył nogi dwunastu mężczyznom, jako znak, że chce służyć wiernym. Odbyło się to podczas Wieczerzy Pańskiej[103],
- 6 maja – 25-lecie parafii. W mszy rocznicowej uczestniczył ks. Dariusz Kiljan, pierwszy proboszcz parafii[104],
- 7 maja – odbyła się procesja wokół kościoła oraz msza odpustowo-rocznicowa[105]. Po niej spotkanie z proboszczem abp. Andrzejem Dzięgą[105].

## Duszpasterze

### proboszczowie
ksiądz Dariusz Kiljan (ur. 10 listopada 1961)
od 15 kwietnia 1993 do 27 sierpnia 2013, później proboszcz w parafii Przemienienia pańskiego w Załomiu
ksiądz Ignacy Stawarz (ur. 1 czerwca 1962)
od 27 sierpnia 2013

### wikariusze
ks. Ryszard Raczkiewicz (ur. 26 lipca 1960)
od 24 czerwca 2022 do 25 sierpnia 2005, później administrator parafii św. Stanisław Kostki w Wyszoborze
ks. Zbigniew Antoni Tyszkiewicz (ur. 28 grudnia 1950)
od 25 sierpnia 2005 do 25 sierpnia 2008, później administrator parafii św. Katarzyny Aleksandryjskiej w Trzechlu
ks. Krzysztof Pustelnik (ur. 5 grudnia 1959)
od 24 września 2009 do 24 sierpnia 2013, następnie kapłan diecezji częstochowskiej
Stanisław Janusz Ardowski (ur. 25 listopada 1954)
od 1 lutego 2014

## Zasięg parafii
Do parafii należą wierni ze Świnoujścia zamieszkujący Osiedle Posejdon, Dzielnicę Nadmorską i Osiedle Matejki (część). Przy parafii działają wspólnoty: Neokatechumenat i Rodzina Radia Maryja.